# Ipomoea hiranensis
Ipomoea hiranensis är en vindeväxtart som beskrevs av Mats Thulin. Ipomoea hiranensis ingår i släktet praktvindor, och familjen vindeväxter. Inga underarter finns listade i Catalogue of Life.